# Molnár Áron (feltaláló)
Molnár Áron (Budapest, 1998. november 11. –) magyar feltaláló, az aberdeeni informatikai kar hallgatója.

## Életrajz
2016-ban az Amerikai Egyesült Államokban megrendezésre került Hackaday Prize versenyen Molnár Áron és mentora, Medvegy Tibor negyedik helyezést értek el. A Hackaday Prize-ra ferrofluidos dőlésérzékelővel neveztek. A negyedik helyezésért 10 000 amerikai dollárt nyertek.
2017-ben érettségizett gépész szakon a Székesfehérvári Szakképzési Centrum Széchenyi István Műszaki Szakgimnáziuma és Szakközépiskolája középfokú oktatási intézményben. 2017-től a Budapesti Műszaki és Gazdaságtudományi Egyetem hallgatója.
Molnár Áron 2017-ben a 26. Ifjúsági Tudományos és Innovációs Tehetségkutató Versenyen megosztott első helyezést ért el egy új típusú ferrofluidos dőlésérzékelő szenzorral és az ezzel kapcsolatban kidolgozott eljárásért.
A 2017. szeptember 22. és szeptember 26. között Tallinnban megrendezésre került Fiatal tudósok versenyen Új típusú ferrofluidos dőlésérzékelő szenzor című projektjével elnyerte az Intel ISEF (Intel International Science and Engineering Fair) díját. Ezáltal részt vehet a 2018-ban Pittsburghben megrendezésre kerülő tudományos versenyek olimpiáján.